# Błyszcz (Góry Sowie)
Błyszcz (637 m n.p.m.), niem. Silberkoppe – wzniesienie w Sudetach Środkowych, w północno-środkowej części Gór Sowich.
Wzniesienie położone jest na obszarze Parku Krajobrazowym Gór Sowich, na wschód od dzielnicy Pieszyc, Kamionki, na końcu grzbietu odchodzącego na północny wschód od Słonecznej.
Jest to kopulaste wzniesienie w formie malutkiego grzbietu górskiego, o stromych zboczach: wschodnim, zachodnim i północnym, z niewyraźnie zaznaczonym wierzchołkiem.
Góra zbudowana jest z prekambryjskich paragnejsów i migmatytów, w których na wierzchołku i zboczu północno-wschodnim występują soczewy amfibolitów. Natomiast na południowo-zachodnim występuje większa soczewa paragnejsów biotytowych z granatami, które nie posiadają wartości jubilerskiej. W nieznacznej ilości występuje aktynolit.
Wzniesienie w całości porośnięte jest rozległym lasem świerkowymi i świerkowo-bukowymi regla dolnego, miejscami z niewielką domieszką innych gatunków drzew.
Na południowo-wschodnim zboczu w Dolinie Wapiennej położona jest strefa źródliskowa zachodniego potoku Brzęczek.